# Olympische Sommerspiele 1904/Radsport – 25 Meilen Bahn (Männer)
Das 25-Meilen-Bahnradrennen der Männer bei den Olympischen Spielen 1904 in St. Louis fand am 5. August statt.
Es nahmen ausschließlich Athleten aus den Vereinigten Staaten am Rennen teil, das seither nie wieder Teil des olympischen Programms war, an. Von den zehn gestarteten Athleten beendeten sechs das Rennen nicht.
Charles Schlee musste aufgrund einer Reifenpanne das Rennen nach zwei Meilen vorzeitig beenden. Selbiges galt nach drei Meilen für Edward Billington. Oscar Goerke platzte nach zehn Meilen der Reifen, jedoch stieg er auf ein anderes Rad und fuhr mit diesem weitere sieben Meilen, ehe er aufgrund einer erneuten Reifenpanne aufgab. In den letzten beiden Runde bestand das Feld aus Burton Downing, Arthur Andrews, George Wiley und Samuel LaVoice, die alle eng beisammen waren. Andrews führt die vorletzte Runde an, auf der letzten Runde überholte ihn Downing, der bereits zwei Tage zuvor das Rennen über 2 Meilen gewinnen konnte. Mit eineinhalb Radlängen Vorsprung auf Andrews und vier auf Wiley sicherte sich Downing den Olympiasieg.

## Ergebnisse
| Rang               | Athlet             | Nation             | Zeit        |
| ------------------ | ------------------ | ------------------ | ----------- |
| 1                  | Burton Downing     | Vereinigte Staaten | 1:10:55,4 h |
| 2                  | Arthur Andrews     | Vereinigte Staaten |             |
| 3                  | George Wiley       | Vereinigte Staaten |             |
|                    | Samuel LaVoice     | Vereinigte Staaten |             |
| Edward Billington  | Vereinigte Staaten | DNF                |             |
| Oscar Goerke       | Vereinigte Staaten | DNF                |             |
| Marcus Hurley      | Vereinigte Staaten | DNF                |             |
| Julius Schaefer    | Vereinigte Staaten | DNF                |             |
| Charles Schlee     | Vereinigte Staaten | DNF                |             |
| Anthony Williamsen | Vereinigte Staaten | DNF                |             |